# Stara Gora, Mirna
Stara Gora je naselje v občini Mirna.
Stara gora je razloženo hribovsko naselje z jedrom Kranjčani nad Mirnsko dolino ob slabši poti iz Špaceljnov, kjer je rudnik kremena, proti Trebelnemu. Na severni strani je Kraljeva dolina, ki se polagoma oži in dviga preko Gladke skale v Blatni klanec do Mlade gore, na jugu je Babja loka in Stari grad, kjer so že močno skrčeni vinogradi samorodne trte ter travniki in njive na terasah. Njivskih površin je malo, prevladujejo travniki, nižje pa gozdovi. Pod Kranjčani je izvir v Blatnem klancu.